# وانگ چوانیائو
وانگ چوانیائو (انگلیسی: Wang Chuanyao؛ مارس، ۱۹۳۱ – ۱۹ نوامبر ۲۰۰۷) یک بازیکن تنیس روی میز اهل جمهوری خلق چین بود. 
وی در مسابقات کشوری و بین‌المللی در مجموع برنده ۱ مدال طلا، ۵ مدال برنز شده‌است.